# Ataenius caesoides
Ataenius caesoides är en skalbaggsart som beskrevs av Leon Fairmaire 1899. Ataenius caesoides ingår i släktet Ataenius och familjen Aphodiidae. Utöver nominatformen finns också underarten A. c. anjouanensis.